# 石見 (戦艦)
| 竣工当時の 「石見」 | |
| 艦歴                | |
| 発注                | サンクトペテルブルク海軍造船所 |
| 起工                | 1900年6月1日 |
| 進水                | 1902年7月19日 |
| 就役                | 1904年10月 |
| 除籍                | 1922年9月1日除籍 のち雑役船編入 |
| その後              | 1924年7月9日撃沈処分 |
| クラス名            | ボロジノ級戦艦 |
| 所属                | ロシア海軍 大日本帝国海軍 |
| 性能諸元            | |
| 排水量              | 常備：13,516トン |
| 全長                | 121.0m |
| 垂線長              | 114.6m |
| 全幅                | 23.16m |
| 吃水                | 7.96m |
| 機関                | ベルヴィール式石炭専焼水管缶20基 +直立型三段膨張式四気筒レシプロ機関2基2軸推進 |
| 最大出力            | 16,500hp |
| 航続距離            | 10ノット/8,500海里 |
| 燃料                | 石炭：2000トン（満載） |
| 最大速力            | 18.0ノット |
| 計画乗員数          | 816名 |
| 兵装                | 30.5cm（40口径）連装砲2基 20.3cm（45口径）単装速射砲6基 7.6cm（40口径）単装速射砲6基 山内式 4.7cm（40口径）単装速射砲2基 45cm水中魚雷発射管単装2基 |
| 装甲                | クルップ鋼とニッケル・クローム鋼（甲板のみ） 舷側：194mm（機関部のみ）、165mm（弾薬庫部）、145mm（艦首・艦尾）、38mm（水雷壁） 水密隔壁：229mm（前面）、203mm（後面） 甲板：51mm（主甲板）、38mm（下甲板） 主砲塔：254mm（前盾・側盾）、63mm（天蓋） バーベット：229mm（最厚部） 副砲：127mm（前盾・側盾）、25.4mm（天蓋）、127mm（基部） 司令塔：203mm（側盾）、37mm（天蓋） |

石見（いはみ/いわみ）は、大日本帝国海軍の軍艦。
日本海軍での類別は戦艦（前弩級戦艦）。
艦名は、現在の島根県西部にあった令制国「石見国」に由来する。
本艦の守護神として島根県大田市にある物部神社から宇摩志麻遅命の神像が奉られていた。この神像は後に物部神社へ奉納された。

## 概要

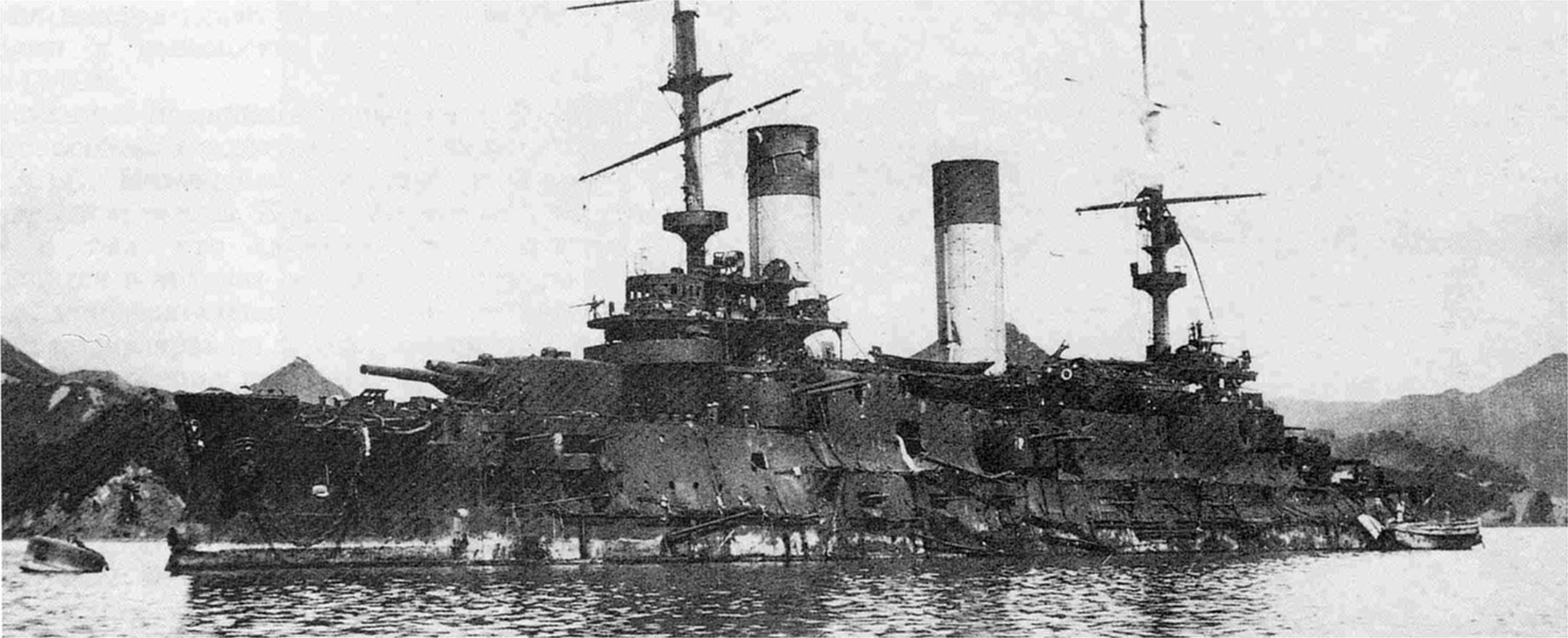
捕獲後に舞鶴港内で撮られた本艦の写真。

本艦の前身はロシア帝国海軍のボロジノ級戦艦「オリョール(Орёл)」（日本海軍の法令上はアリヨール）で、同国海軍の最新・最大の主力艦であった。バルチック艦隊の主力として1905年（明治38年）5月27日の日本海海戦に参加したが、連合艦隊と交戦して大破する。翌5月28日に降伏、鹵獲された。
日本海軍は「オリョール」を戦利艦として扱い、6月6日に軍艦「石見」と改名した。その後、7月末から1907年11月にかけて呉海軍工廠で本格的な大修理と戦訓に基づいた改装を行い、1908年11月に艦隊へ編入させた艦である。1912年（大正元年）8月28日、海防艦に類別変更。1918年（大正7年）には、シベリア出兵に従事した。1922年（大正11年）9月1日に除籍。1923年（大正12年）7月上旬に航空攻撃の実艦的となり、城ヶ島（三浦半島）近海で沈没した。

## 艦形

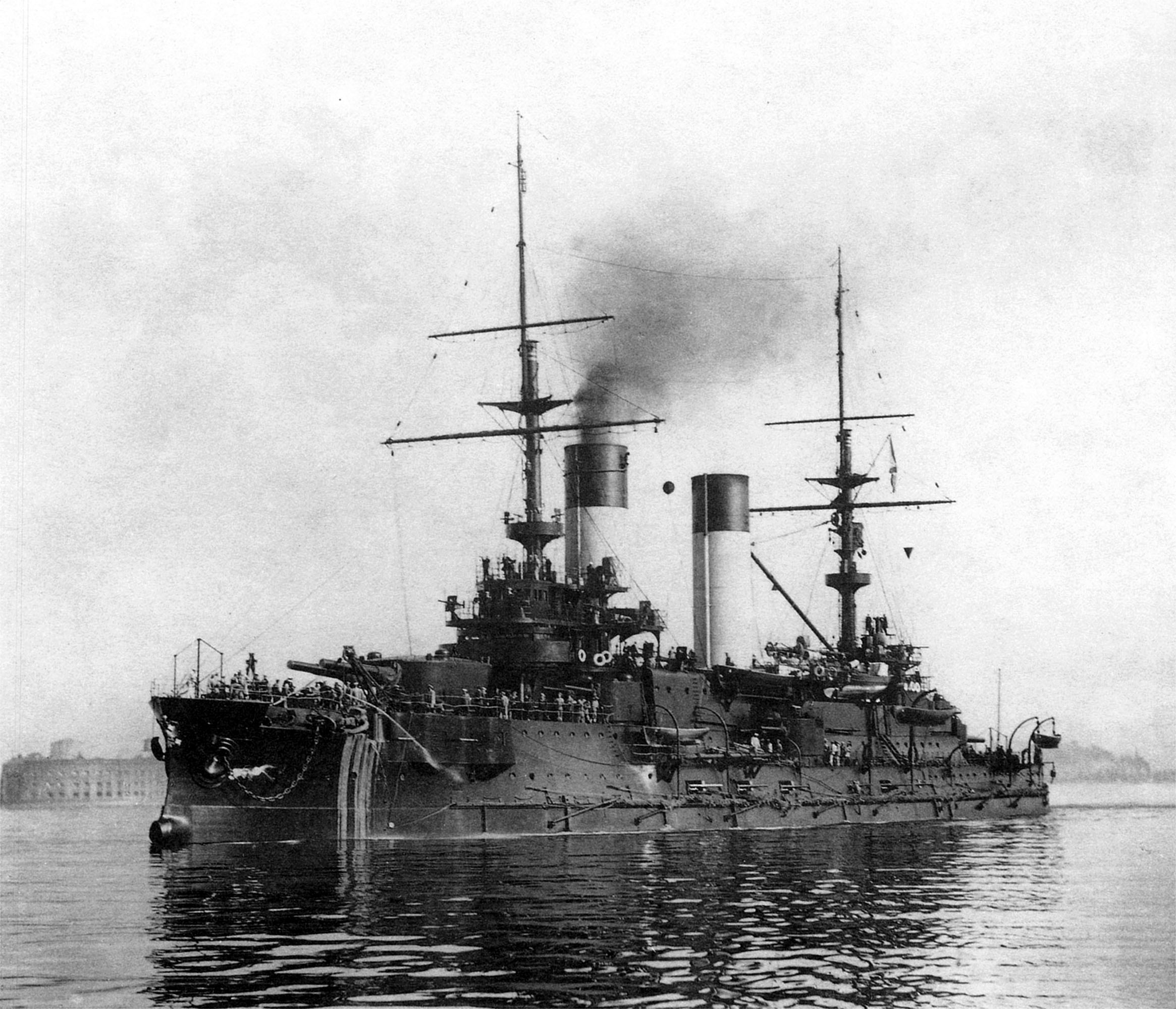
竣工時の「オリョール」時代の本艦

原設計であるボロジノ級戦艦はトップヘビーで復原性に問題が起き、重量増加に伴う船体の沈下により水線部分の装甲帯が海中に没するという欠陥があったため、それを改善する改良と、海戦で得られた戦訓に伴う改装も併せて行われることになった。外観上の変化としては乾舷形状の変更や上部構造物の簡略化、重量を食う副砲塔の撤去、船体側面下部にあったケースメイト（砲郭）式速射砲の撤去などがある。重心の低下と重量の軽減により吃水を設計時のものまで回復させ、復原性能と防御性能を向上させた。
本級の船体形状は乾舷の高い長船首楼型船体である。元々は「ツェサレーヴィチ」と同様の強く引き絞られた特徴的なタンブル・ホーム型船体となっていたが、改装でその特徴はほぼ無くなっている。

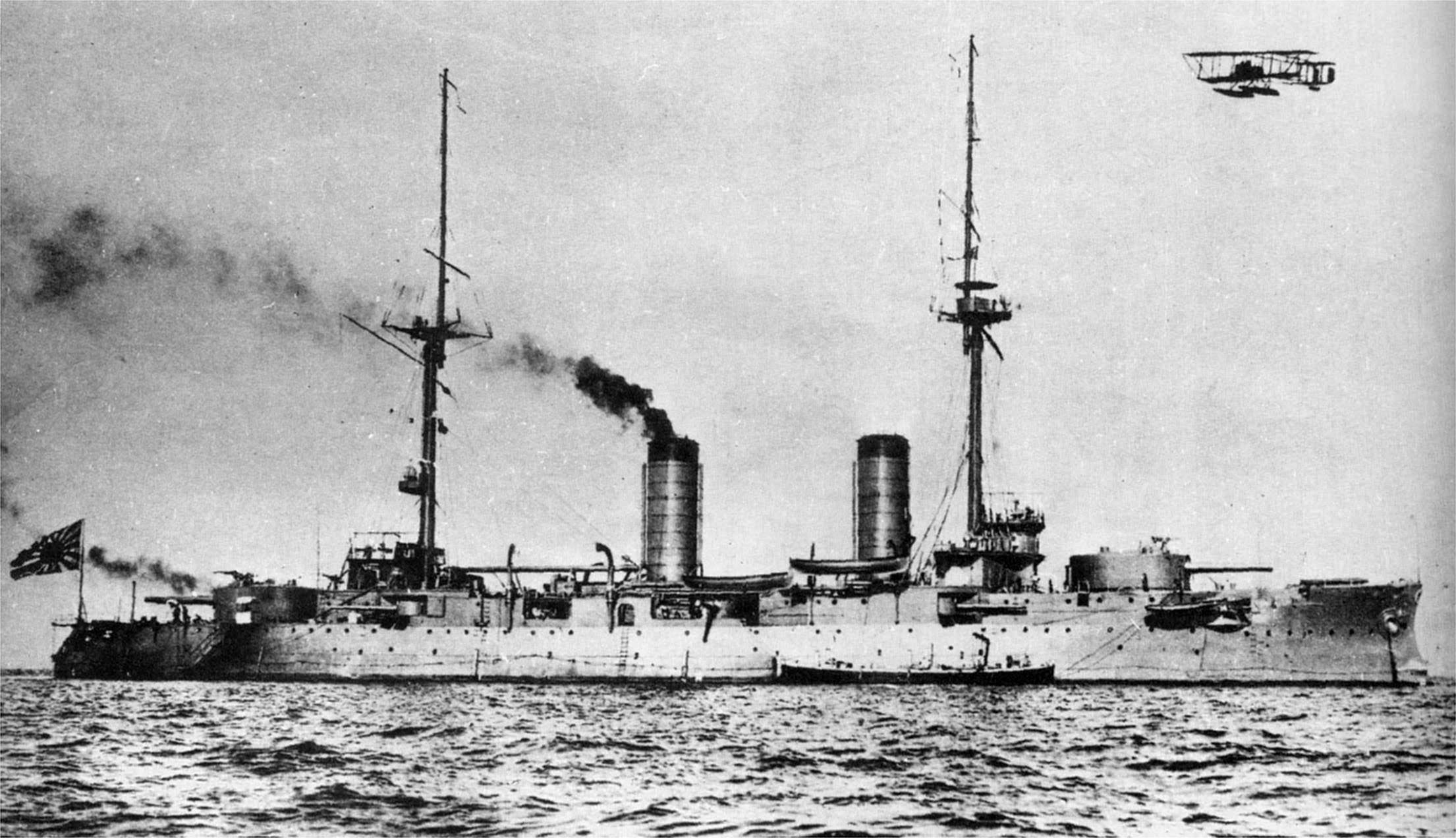
改装後の一等戦艦「石見」時代の本艦

ほぼ垂直に切り立った艦首から艦首甲板に30.5cm連装主砲塔が1基、その背後に司令塔の上に載る、両脇に船橋（ブリッジ）を持つ操舵艦橋の背後から簡素な単脚式の前部マストが立つ。船体中央部にはイギリス式の2本煙突が立ち、その周囲は艦載艇置き場となっており、2本1組のボート・ダビッドが片舷3組ずつ計6組と後部マストの基部に付いたクレーン1基により運用された。後部マストの後方に後部艦橋が設けられた所で船首楼が終了し、甲板一段分下がった後部甲板上に後部30.5cm連装主砲塔が後向きに1基配置された。
船首楼側面に在った副砲塔の跡地には副武装として20.3ｃｍ速射砲を防盾の付いた単装砲架で、舷側ケースメイト（砲郭）配置で等間隔に片舷3基ずつ計6基を配置した。前後のもの4基は下方に位置が変更されている。対水雷艇用の7.6cm速射砲を単装砲架で艦首側面部に片舷1基ずつ計2基と、艦上片舷2基ずつ計4基を分散配置した。他に艦尾側面に4.7cm速射砲を片舷1基ずつ計2基を配置した。
この配置により艦首尾線方向に最大30.5cm砲2門・20.3cm砲2門が指向でき、左右方向には最大で30.5cm砲4門・20.3cm砲3門、7.6cm速射砲3門、4.7cm速射砲1門が指向できた。就役後に主砲塔上に7.6cm速射砲を1基ずつ計2基と前部マスト頂上部に射撃観測所を設けた。

## 武装

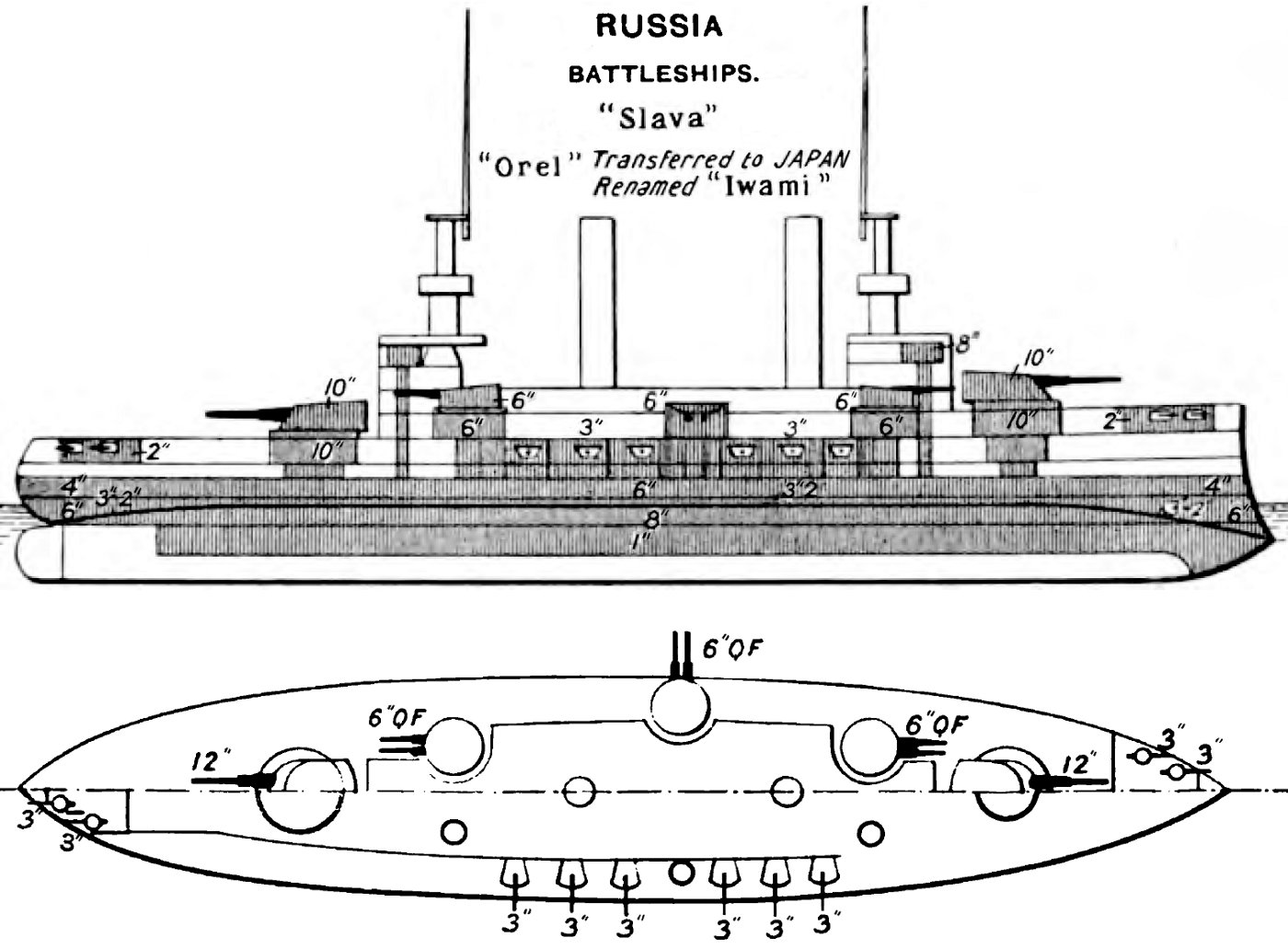
ボロジノ級の武装・装甲配置を示した図、石見の名もあるが改装は反映されていない

武装は15.2cm連装砲塔6基は防盾付き20.3センチ単装砲架6基に、7.5cm単装速射砲20基は数を減らし7.6cm単装速射砲6基に、主砲塔側面舷側部に片舷1基ずつあった水中魚雷発射管口径を38.1cmから45cmに変更し、艦首と艦尾部の水上魚雷発射管は廃止した。これらの改装で本艦は準弩級戦艦に近い能力を得た。

### 主砲
主砲は変更が行われずロシア式の「30.5cm（40口径）砲」のままであった。その性能は331.7kgの砲弾を、仰角15度で14,640mまで届かせられ、射程5,490mで201mmの舷側装甲を貫通できた。この砲を新設計の連装砲塔に収めた。俯仰能力は仰角15度、俯角5度である。旋回角度は単体首尾線方向を0度として左右135度の旋回角度を持つ、主砲身の俯仰・砲塔の旋回・砲弾の揚弾・装填は主に蒸気ポンプ動力による水圧で行われ、揚弾機は電力で共に補助に人力を必要とした。発射速度は毎分1発の設計であった。1910年（明治43年）末、呉海軍工廠は日本製鋼所室蘭製作所に露式40口径12インチ砲3門を発注しており、石見用の予備砲身と思われる。

### その他の備砲・水雷兵装
副砲には当時の日本海軍の防護巡洋艦「高砂」や装甲巡洋艦の主砲に広く用いられていた「アームストロング 20.3cm（45口径）速射砲」を採用した。その性能は113.4kgの砲弾を、最大仰角30度で18,000mまで届かせられた。この砲を単装砲架で6基を搭載した。俯仰能力は仰角30度・俯角5度である。旋回角度は150度の旋回角度を持つ、砲身の俯仰・砲塔の旋回・砲弾の揚弾・装填は主に水圧で行われ、補助に人力を必要とした。発射速度は1分間に2発であった。
他に対水雷艇迎撃用にアームストロング社の7.6cm速射砲をライセンス生産した「四一式 7.6cm（40口径）速射砲」を採用した。その性能は1.5kgの砲弾を仰角40度で10,740mまで届かせられた。この砲を単装砲架で6基を搭載した。俯仰能力は仰角30度・俯角10度で旋回角度は360度であったが実際は上部構造物により射界に制限を受けた。砲身の俯仰・砲塔の旋回・砲弾の揚弾・装填は主に人力を必要とした。発射速度は毎分15発であった。その他に近接火器として山内式 4.7cm（40口径）速射砲を単装砲架で2基を搭載した。対艦攻撃用に45cm水中魚雷発射管を艦首の側面に片舷1門ずつ計2門装備した。

## 艦歴
ボロジノ級戦艦の3番艦として、1900年（明治33年）6月に起工。1902年（明治35年）7月19日、進水。1904年（明治37年）9月、竣工。すぐに第2太平洋艦隊（日本側の通称ではバルチック艦隊）に編入される。
1905年（明治38年）5月27日、日本海海戦で連合艦隊司令長官東郷平八郎指揮下の日本海軍と交戦、大破した。
しかし砲弾による損傷は上部構造物の破壊にとどまり、喫水線下および艦主要部への被害はほとんどなかった。
本艦はニコライ・ネボガトフ少将（旗艦インペラートル・ニコライ1世）の指揮下に入ってウラジオストクに向かったが、航行中の5月28日、連合艦隊に包囲される。ネボガトフ提督は降伏を決断した。
本艦ふくめて4隻は降伏した。
同航していた巡洋艦イズムルードのみ逃走に成功している。
この後、オリョールの捕獲と回航は戦艦朝日と装甲巡洋艦浅間（前日の海戦で損傷）が担任することになった。オリョール乗組員は朝日に収容される。
他の捕獲艦は佐世保港に回航されるが、オリョールは浸水が増したため、3隻（朝日、浅間、オリョール）は予定を変更して舞鶴港に入港した。なおオリョール艦長のニコライ・ユーンク大佐は航海中に死亡し、舞鶴沖合で水葬に伏された。
舞鶴到着後、応急修理と艦内清掃を実施する。その後、呉軍港に回航された。
6月6日、日本海軍は捕獲したロシア軍艦5隻を改名する。
インペラートル・ニコライ1世は戦艦壱岐、アドミラル・セニャーヴィンは海防艦見島、ゲネラル・アドミラル・アプラクシンは海防艦沖島、駆逐艦ベドーヴイは駆逐艦皐月、そしてオリョールは戦艦石見と命名された。
同日付で5隻はそれぞれ軍艦籍に編入される（石見は一等戦艦に類別）。
12月12日、日本海軍は艦艇類別等級表を改定した。戦艦の等級廃止にともない、当時日本海軍が保有していた9隻が『戦艦』に類別される。
新鋭の香取型戦艦2隻を除くと石見は当時日本海軍所属の戦艦の中で最も新式であり、日本海軍は本艦に大きな期待をよせていた。呉海軍工廠での修理と改造は約5ヵ年に及んだ。石見工事中の1906年（明治39年）12月、イギリス海軍のドレッドノート（弩級戦艦）が竣工すると、本艦は二線級戦力となってしまった。
1912年（大正元年）8月28日、日本海軍は艦艇類別等級表の改訂を実施した。石見は一等海防艦（7,000トン以上）に類別変更される。日露戦争で捕獲された肥前（元レトヴィザン）が1921年（大正10年）まで戦艦として活動したのに比べて、対照的な結果となった。
第一次世界大戦では、元ロシア艦3隻（相模、丹後、宗谷）のように同盟国および連合国陣営になったロシア帝国へ返還されず、青島攻略戦に参加した。
ロシア帝国ではロシア革命が勃発し、十月革命によりロシア臨時政府も打倒された。1917年11月29日にソヴィエトによりウラジオストクの権力掌握が宣言されると、12月31日には同地の連合国領事団が軍艦派遣要請を決議。イギリスの艦艇派遣決定に対抗する形で、日本も派遣を決定する。「朝日」と「石見」で第五戦隊（司令官加藤寛治少将）が新編され、1918年（大正7年）1月9日に「石見」は呉を出港してウラジオストクへ向かった。ウラジオストク港では、湾が氷結すると「朝日」や「石見」も動けなくなった。4月5日、同港市街地で日本人が殺害される事件が発生すると、翌日陸戦隊が上陸している。同港では、各国の軍艦と共に停泊した。5月9日、佐世保鎮守府陸戦隊が上陸し、「朝日」と「石見」の陸戦隊と交代した。
その後も、1920年まで沿海州警備。1920年から1921年までカムチャツカ警備に従事した。
1922年（大正11年）9月1日、軍艦籍および艦艇類別等級表より除かれた。
1923年（大正12年）5月9日、武装撤去後に雑役船に編入。その後、各艦（肥前、石見、土佐、安芸、薩摩）は標的艦として処分されることになった。
1924年（大正13年）7月、横須賀及び三浦半島城ヶ島西方で、基地航空隊や空母鳳翔航空隊による航空爆撃の実艦標的となる。実験には、松永寿雄少佐、桑原虎雄少佐、大西瀧治郎大尉、岡田次作大尉、藤本喜久雄造船中佐等、日本海軍航空隊関係者や造船関係者が多数関わっている。
本艦は、戦艦朝日に曳航されて演習海域に移動した。沈まない場合は、駆逐艦浦風による撃沈処分が予定されていた。7月8日と7月9日の陸海軍共同爆撃実験で大破（日本海軍は一三式艦上攻撃機やF5号飛行艇など、日本陸軍は丁式二型爆撃機を投入）、浸水がすすみ、城ケ島西方4浬地点で沈没した。
なお、主砲の30.5cm砲身が京都府与謝野町（旧岩滝町）に残されている（外部リンク参照）。

## 艦長
※『日本海軍史』第9巻・第10巻の「将官履歴」及び『官報』に基づく。
- 福井正義 大佐：1907年5月17日 - 1908年4月2日
- 加藤定吉 大佐：1908年4月2日 - 1908年5月15日
- 石橋甫 大佐：1908年5月15日 - 1909年1月25日
- 西山実親 大佐：1909年1月25日 - 1909年12月1日
- 山口九十郎 大佐：1909年12月1日 - 1910年6月22日
- 花房祐四郎 大佐：1910年6月22日 - 1911年12月1日
- 磯部謙 大佐：1912年5月22日 - 1912年12月1日
- 川浪安勝 大佐：1912年12月1日 - 1913年3月7日
- 高島万太郎 大佐：1913年3月7日 - 1913年10月14日
- 小林恵吉郎 大佐：1913年10月14日 -
- 丸橋彦三郎 大佐：1914年12月1日 - 1915年4月1日
- 白石直介 大佐：1915年6月30日 - 1915年8月3日
- 阪本則俊 大佐：1915年8月3日[68] - 1915年12月13日
- （兼）中川繁丑 大佐：1915年12月13日 - 1916年2月25日
- （兼）本田親民 大佐：1916年2月25日 - 1916年3月15日
- 関重孝 大佐：1916年4月11日 - 1916年12月1日
- 森本義寛 大佐：1916年12月1日 - 1917年2月13日
- 海老原啓一 大佐：1917年10月1日 - 1918年11月10日
- （兼）糸川成太郎 大佐：1918年12月1日[69] - 1919年4月18日[70]
- （兼）正木義太 大佐：1919年4月18日 - 1920年8月12日
- 白根熊三 大佐：1920年8月12日 - 1921年9月20日
- 丸橋清一郎 大佐：1921年9月20日[71] -

### 注
1. ↑  ◎戰利軍艦石見壹岐沖島見島命名ノ件[3]　明治三十八年六月六日(達七三)　戰利軍艦「アリヨール」外三隻左ノ通命名セラル｜戰艦「アリヨール」 石見
2. ↑  石見(いはみ)　艦種一等戰艦　二檣(戰闘檣あり)[5]　艦名考國名なり、山陰道石見國に採る。
艦歴舊露國軍艦、艦名「アリヨール」、明治35年進水、明治37・8年戰役中「バルチック」艦隊の一艦として、日本海々戰に参加、同38年5月28日日本海中の孤島竹島の南南西約18海浬の地點に於て我が艦隊之を捕獲す、同年6月6日帝國軍艦と定め「石見」と命名、同12月戰艦の等級を廢止せらる。　大正元年一等海防艦に編入、同3年乃至9年戰役に從軍：同3年8月第二艦隊第二戰隊に属し青島戰に参加(艦長大佐小林惠吉郎)、同9年堪奈加方面警備(艦長大佐白根熊三)、同10年11年西比利亞方面警備、同11年9月1日除籍。
― 要目 ―　長397呎/幅76呎/吃水26呎/排水量13,516噸/機關　直立四汽筩三聯成汽機2基、ベルビル25臺/馬力16,500/速力18/乗組人員730/船材 鋼(甲帶227粍)/兵装　30拇砲 4/20拇砲 6/8拇 16/5拇 2/機砲 4/發射管2/起工　明治33-6-11/進水　同35-7-19/竣工　同37-9/建造所　露國ガラーニイ
3. ↑  明治38年6月26日官報第6595号。国立国会図書館デジタルコレクション　コマ16-17〔 ○露帝トロ提督トノ往復電信　ロゼストウェンスキー提督ハ我軍ニ収容後左ノ電報ヲ露國皇帝陛下ニ電奏方東郷聯合艦隊司令長官ニ依頼シ來リタルヲ以テ許可セラレタリ　ツアールスコエ邑ニ於テ
皇帝陛下　五月十四日(五月二十七日)午後一時三十分對馬南端ト日本トノ間ニ於テ十二隻ヨリ成ル日本艦隊主力及十二隻ヨリ尠カラサル其巡洋艦艦隊ト戰闘ヲ開始セリ
4. ↑  同日の戦闘で、姉妹艦3隻（クニャージ・スヴォーロフ、インペラートル・アレクサンドル3世、ボロジノ）はいずれも沈没した[22]。
5. ↑  ネボガトフ少将以下投降士官ノ取扱[28]　ネボガトフ少将ハ我國ニ収容後間モナク左ノ電報ヲ露國皇帝陛下ニ電奏方東郷聯合艦隊司令長官ニ依頼シ來リタルヲ以テ許可セラレタリ｜聖彼得堡　皇帝陛下　謹テ奏ス前夜ノ激戰ノ後五月十五日(二十八日)戰艦「ニコライ」一世「セニャーウ井ン」「アブラキシン」「アリヨール」及巡洋艦「イズムルード」ハ浦潮斯徳ニ向ケ進航ノ途次二十七隻ノ日本軍艦(水雷艇ヲ算入セス)ノタメニ方圍セラレタリ彈丸ノ缺乏大砲ノ破損及「アリヨール」ノ戰闘力喪失ノタメ敵艦隊ニ抵抗ヲ試ルハ絶對ニ不可能ナル状態ニ在リ且ツ此上二千四百ノ人名ヲ失フハ無益ナルノミナラス亦避クヘカラサリシヲ以テ高速力ヲ利用シテ逃走シタル「イズムルード」ヲ除ク外他ノ四隻ハ士官以上ノ帶剱ヲ許シ且ツ士官以上ハ宣誓ノ上本國ニ歸還スルヲ得ル様日本政府ニ對シ盡力スヘシトノ條件ヲ以テ降服スルノ已ムヲ得サルニ至レリ右條件ハ日本皇帝陛下ノ寛大ナル聖意ニ依リ御承認ヲ得タリ小臣ハ右ニ付テ陛下ノ御聖鑒ヲ仰ク(戦死者、負傷者略)
尚ホ六月十二日ニ至リ更ニロゼストウェンスキー提督ヨリモネボガトフ少将以下ノ降服ニ關シテ左ノ電報ヲ露國皇帝陛下ニ電奏方依頼シ來リタルヲ以テ許可セラレタリ｜皇帝陛下 陛下ノ御親電ヲ拝受シタル數時間前ニ至リ小臣ハ戰艦「アリヨール」、「ニコライ」、「セニヤーウ井ン」、「アプラキシン」カ五月十五日(二十八日)敵ニ降服シタルノ報道ニ接セリ小臣ハ此災害ヲ聞キ茫然爲ス所ヲ知ラスコレ全ク小臣一人ノ責任ニ對スルモノト思惟ス小臣ハ茲ニ悲惨ノ状況ニ在ル者ニ對シ陛下ノ御聖鑒ヲ切願ス ロゼストウエンスキー(以下略)
6. ↑  達第七十三號　戰利軍艦「アリヨール」外三隻左ノ通命名セラル[39]　明治三十八年六月六日　海軍大臣 男爵山本権兵衛｜戰艦アリヨール 石見
7. ↑  一等海防艦 石見(舊名アリヨール)[52]　一、進水年月日　明治三十五年/一、排水量　一万三千六百噸/一、馬力　一萬五千二百六十一馬力/一、速力　十七節六/一、主砲　十二吋砲四門 八吋砲六門/一、建造地及建造所　露國ペトログラード造船所/一、日清戰爭に参加したる際重要なる事項/一、日露戰爭に参加したる際重要なる事項　露國第二太平洋艦隊の一艦として舊名を「アリヨール」と稱し明治三十八年五月二十八日日本海に於て我艦隊の爲めに捕獲せらる/一、日獨戰爭に参加したる際重要なる事項　大正三年八月第二艦隊に編入同年九月より十一月に至る間専ら青島方面の諸砲臺砲撃に從事す/一、其他特に重要なる事項　以上
8. ↑  1918年8月18日、浦塩派遣軍司令官大谷喜久蔵陸軍大将が戦艦「肥前」の艦載水雷艇でウラジオストクに上陸した写真では、背景に「石見」が写っている[60]。
9. ↑  廢棄軍艦の撃沈[66]　大正十三年七月八日、横須賀軍港に於て、小爆彈の爆撃實驗の標的として使用された軍艦石見は、翌九日軍艦朝日に曳航されて、三浦半島の南端なる城ケ島の西方約十浬に到り、ここに漂流せしめられ、飛行機隊の爆撃を受くることゝなつた。(中略)爆撃はやがて終つたが、石見は次第に沈没し、午後四時半頃より右舷に傾き始め、五時二十分より益々その度を加へ、遂に右舷に巓覆し、五時三十三分城ケ島の西方約四浬に於て、全く海中に没してしまつた。